# Acanthophoenix crinita
Acanthophoenix crinita là loài thực vật có hoa thuộc họ Arecaceae. Loài này được (Bory) H.Wendl. mô tả khoa học đầu tiên năm 1866.

## Hình ảnh

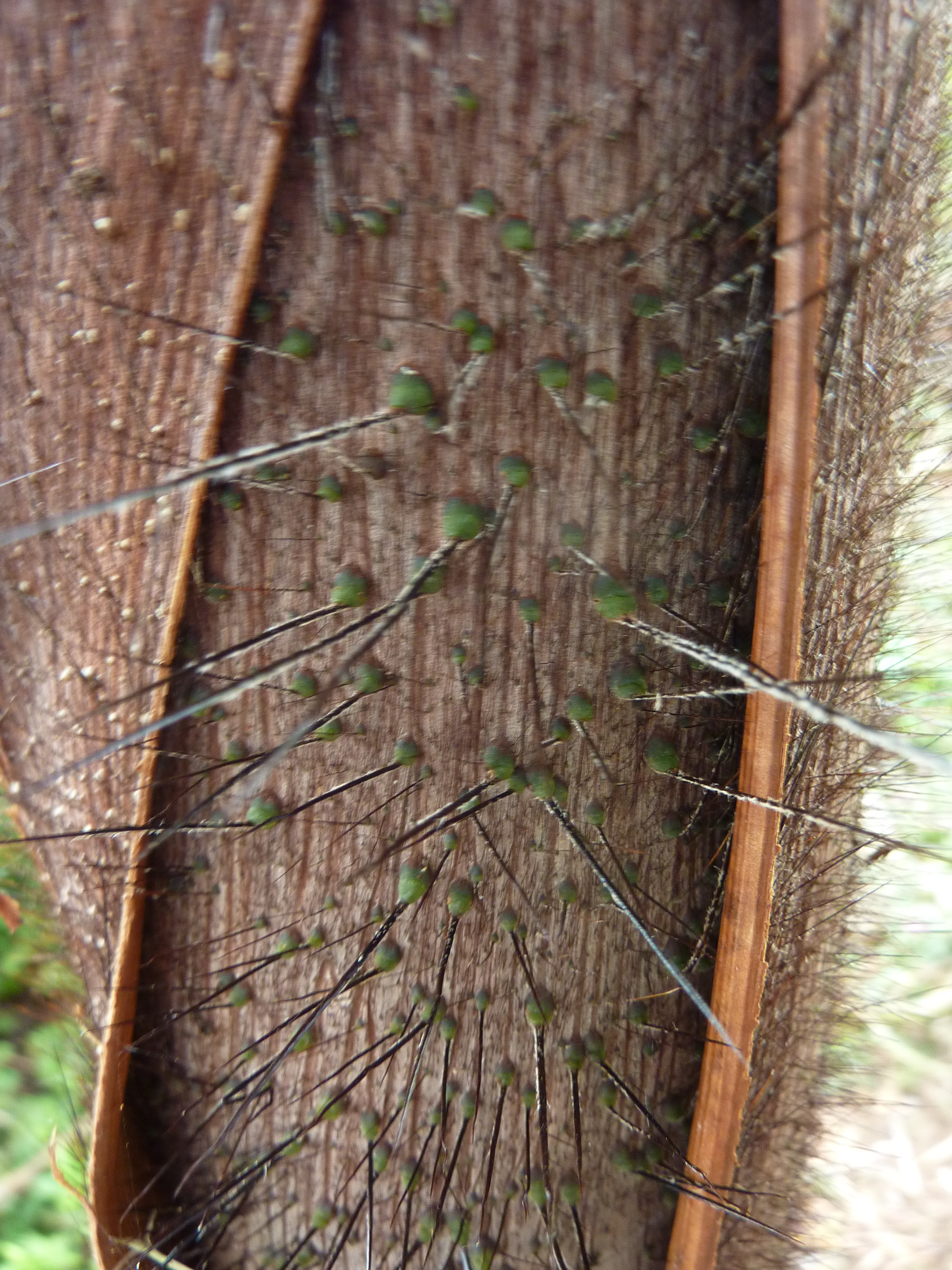
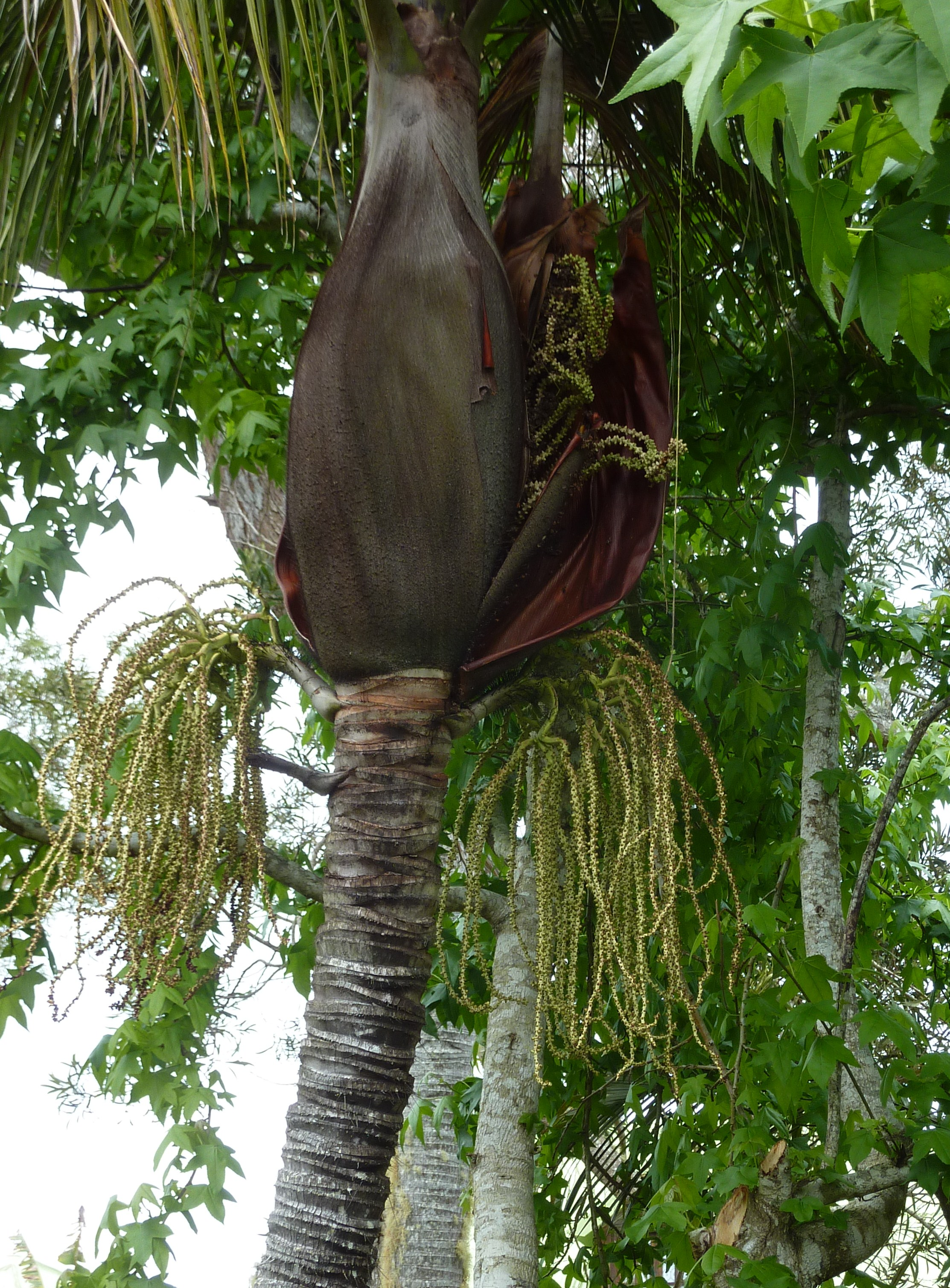
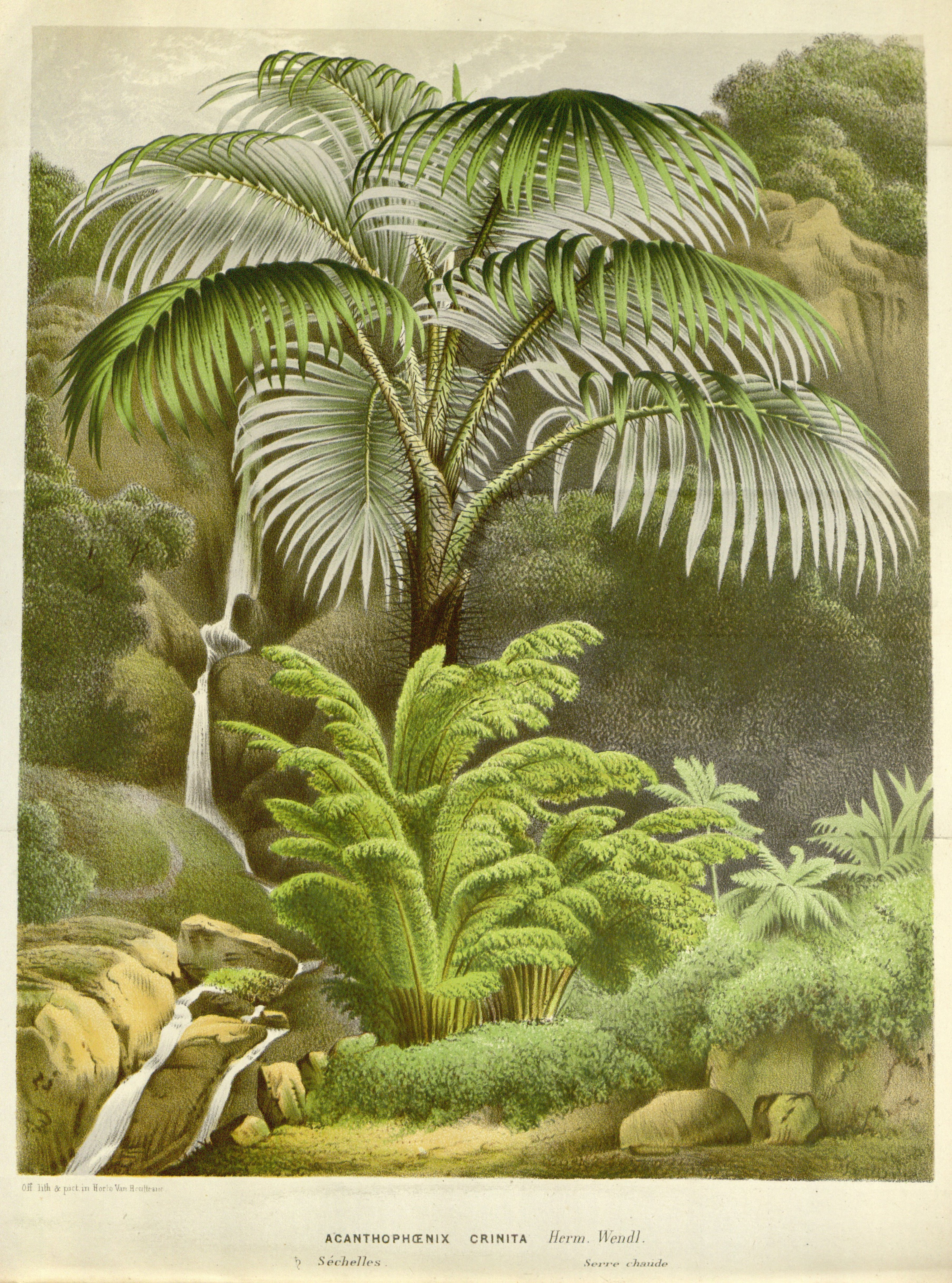